# Робін Меттсон
Робін Меттсон (англ. Robin Mattson; нар. 1 червня 1956, Лос-Анджелес, Каліфорнія) — американська акторка, найбільш відома за ролями у денних мильних операх.

## Життєпис
Народилась 1 червня 1956 року у Лос-Анджелесі. Акторську кар'єру розпочала у віці 7 років. Найуспішнішими серед її дитячих та підліткових робіт стали ролі у фільмах «Наму, кит-вбивця» (1966), «Загублений острів» (1967) та «Діти Бонні» (1972). Пізніше зіграла у популярних фільмах «Привид раю» (1974) та «Повернення до округу Мейкон» (1975). У 1976 році почала зніматися у денних мильних операх, дебютувавши у серіалі «Дороговказне світло». 
Саме за ролі у денних мильних операх Робін Меттсон виграла п'ять премій Soap Opera Digest Award, а також отримала чотири номінації на премію Еммі. Серед найуспішніших ролей — Хезер Веббер у серіалі ABC «Головний госпіталь» (перша номінація на Еммі 1983 року), Джина Кепвелл у серіалі NBC «Санта-Барбара» (дві нагороди Soap Opera Digest Award у 1989—1990 роках, та три номінації на Еммі у 1987—1989 роках) та Джанет Марлоу у серіалі «Всі мої діти» (1994—2000, премія Soap Opera Digest Award 1996 року). 
Робін Меттсон також є співавтором кулінарної книги «Soap Opera Cafe: The Skinny on Food from a Daytime Star». У 1996—1997 роках акторка була ведучою кулінарного телешоу «Головний інгредієнт» на Lifetime.

## Особисте життя
27 травня 1978 року Робін Меттсон вступила у шлюб з Реєм Манзеллою (Ray Manzella). У грудні 1984 року пара розлучилася.
2005 року відбулися заручини акторки з футболістом Вернером Ротом (Werner Roth). У червні 2006 року Меттсон та Рот одружилися.

## Вибрана фільмографія
| Рік       |    | Українська назва            | Оригінальна назва                     | Роль                 |
| --------- | -- | --------------------------- | ------------------------------------- | -------------------- |
| 1966      | ф  | Наму, кит-вбивця            | Namu, the Killer Whale                | Ліза Ренд            |
| 1967      | с  | Фліппер                     | Flipper                               | Робін Джеймс         |
| 1967      | ф  | Загублений острів           | Island of the Lost                    | Ліззі Макрей         |
| 1970      | с  | Деніел Бун                  | Daniel Boone                          | Брей Секорд          |
| 1972      | ф  | Діти Бонні                  | Bonnie's Kids                         | Майра                |
| 1974      | ф  | Привид раю                  | Phantom of the Paradise               | Ґруппі               |
| 1975      | с  | Доктор Маркус Велбі         | Marcus Welby, M.D.                    | Мейвіс Брендер       |
| 1975      | ф  | Повернення до округу Мейкон | Return to Macon County                | Джанелл              |
| 1975      | с  | Щасливі дні                 | Happy Days                            | Лінда                |
| 1976—1978 | с  | Дороговказне світло         | Guiding Light                         | Хоуп Бавер Сполдінг  |
| 1977—1978 | с  | Брати Гарді та Ненсі Дрю    | The Hardy Boys / Nancy Drew Mysteries | Шейла / Карла Бредлі |
| 1978      | с  | Джеймс у 15                 | James at 15                           | Дженіс Гордон        |
| 1978      | тф | Супердім                    | Superdome                             | Гейл Грін            |
| 1978      | с  | Втікачі                     | The Runaways                          | Мелінда              |
| 1980      | с  | Янголи Чарлі                | Charlie's Angels                      | Еріка Берк           |
| 1980      | ф  | Вовче озеро                 | Wolf Lake                             | Лінда                |
| 1980—2016 | с  | Головний госпіталь          | General Hospital                      | Хезер Веббер         |
| 1984      | с  | Острів фантазій             | Fantasy Island                        | Венді Коллінз        |
| 1984      | с  | Надія Райана                | Ryan's Hope                           | Делія Рід Крейн      |
| 1985—1993 | с  | Санта-Барбара               | Santa Barbara                         | Джина Кепвелл        |
| 1988      | ф  | Двійник                     | Take Two                              | Сьюзен Бентлі        |
| 1990      | тф | Меню для вбивці             | Menu for Murder                       | Джен Мейфілд         |
| 1991      | ф  | Між небом і землею          | In Between                            | Марго Тернер         |
| 1993      | с  | Оксамитові тенета           | Silk Stalkings                        | Сьюзен Енрайт        |
| 1994—2000 | с  | Всі мої діти                | All My Children                       | Джанет Марлоу        |
| 2002      | с  | Закон і порядок             | Law & Order                           | Франсін Ланден       |
| 2003      | с  | Зухвалі і красиві           | The Bold and the Beautiful            | Шугар                |
| 2007      | с  | Як обертається світ         | As the World Turns                    | Чері Лав             |
| 2010—2011 | с  | Дні нашого життя            | Days of Our Lives                     | Лі Майклс            |